# Distretto di Damnoen Saduak
Il distretto di Damnoen Saduak (in thailandese: ดำเนินสะดวก) è un distretto (amphoe) della Thailandia, situato nella provincia di Ratchaburi.